# Liste des municipalités de Terre-Neuve-et-Labrador
La liste des municipalités de Terre-Neuve-et-Labrador recense les municipalités de la province de l'Atlantique de Terre-Neuve-et-Labrador, au Canada. 

Localisation de Terre-Neuve-et-Labrador dans le Canada.

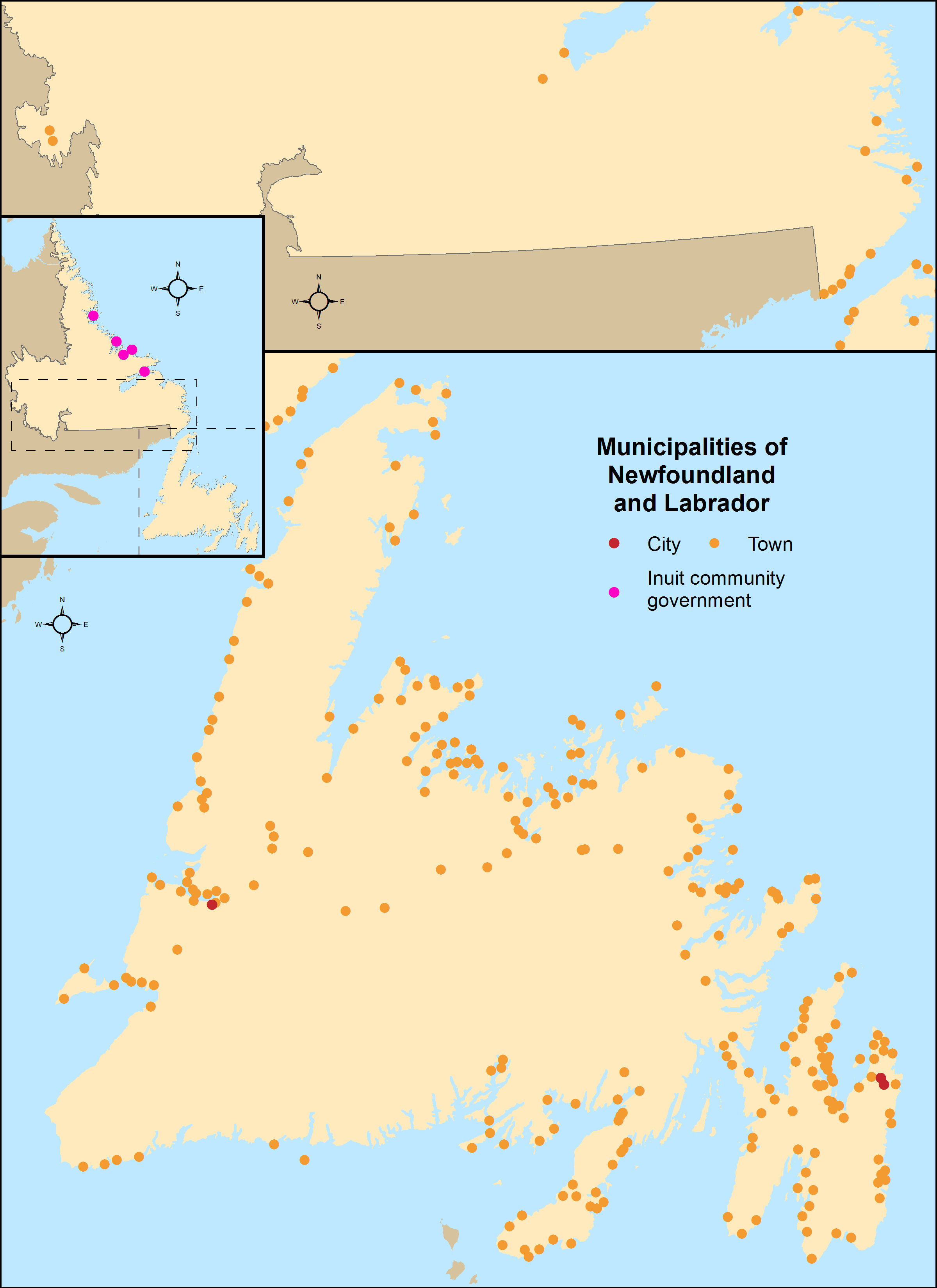
Répartition des 277 municipalités sur le territoire de Terre-Neuve-et-Labrador.

Terre-Neuve-et-Labrador est la 9e province canadienne par la population avec 519 716 habitants dénombrés lors du recensement du Canada de 2016 et la 7e province pour ce qui est du territoire avec 370 514 km². La province compte 277 municipalités, soit trois cités, 269 villes et cinq communautés inuites, qui ensemble, couvrent seulement 2,2 % du territoire, mais comprennent 89,6 % de la population.
Les villes sont créées par le gouvernement de Terre-Neuve-et-Labrador par le biais du Municipalities Act, 1999, alors que les trois cités ont été incorporées avec leur propre loi. Les gouvernements des communautés inuites sont créés par la Labrador Inuit Land Claims Agreement Act de 2005. Ces lois permettent aux pouvoirs locaux de faire des règlements et de fournir certains services de proximité.
Saint-Jean de Terre-Neuve (St. John's) est la capitale provinciale et la ville ayant la plus grande population et le plus grand territoire de la province. Tilt Cove est la plus petite ville par sa population et Brent's Cove la plus petite par son territoire.

## Cités
Terre-Neuve-et-Labrador compte trois cités dont le total de la population est de 151 786 habitants en 2016. Saint-Jean de Terre-Neuve est la capitale, ainsi que la plus populeuse, avec 108 860 habitants, et la plus vaste, avec 445,88 km² (172,16 miles carrés), de la province. Corner Brook est la moins populeuse cité avec 19 806 résidents et Mount Pearl est la moins vaste avec 15,76 km² (6,08 miles carrés).
Les trois cités sont gouvernées par leur propre législation provinciale (la City of St. John's Act, la City of Mount Pearl Act et la City of Corner Brook Act). Ces lois permettent aux cités de faire des règlements et leur donne la responsabilité de fournir certains services,,.

## Villes
Le Municipalities Act, 1999 est la loi permettant au lieutenant-gouverneur en conseil d'incorporer, de fusionner et de démanteler les villes de Terre-Neuve-et-Labrador sous recommandation du ministre des Affaires municipales de la province. Cette législation permet également aux villes d'annexer des territoires et d'établir ou modifier leurs frontières. Pour ce faire, un rapport de faisabilité et une audience publique doivent être réalisés.
Terre-Neuve-et-Labrador compte 269 villes dont le total de la population atteint 311 536 personnes d'après le recensement canadien de 2016. De ce nombre, 15 villes sont situées au Labrador. La plus populeuse ville de la province est Conception Bay South avec 26 199 habitants et la plus vaste est Baie Verte avec 371,09 km² (143,28 miles carrés). Tilt Cove avec ses 5 habitants est la ville la moins peuplée et Brent's Cove la moins vaste avec 1,02 km² (0,39 mile carré).
Peu avant 2011, la province comportait 272 villes, mais le 1er mars 2011, ce nombre est réduit à 269 alors que les villes de Fogo, Joe Batt's Arm-Barr'd Islands-Shoal Bay, Seldom-Little Seldom et Tilting sont fusionnées pour former la nouvelle ville de Fogo Island.

## Gouvernements des communautés inuites
La province comporte cinq gouvernements de communautés inuites qui comptent une population totale de 2 558 personnes d'après le recensement canadien de 2016. La plus importante communauté par sa population et son territoire est Nain avec 1 125 habitants et 94,58 km² (36,52 miles carrés). Postville est la moins populeuse communauté avec 177 résidents et Makkovik la moins vaste avec 1,97 km² (0,76 mile carré).
Tous les gouvernements de communautés inuites sont situés dans la région du Nunatsiavut, zone de réclamations territoriales des Inuits au Labrador. Ces cinq communautés ont signé le Labrador Inuit Land Claims Agreement en 2005 qui permet à celles-ci d'obtenir les pouvoirs similaires aux autres gouvernements municipaux de la province tels que créer un gouvernement local, des aires de parc et de récréation, des bibliothèques publiques et d'émettre des avis publics. Chacune de ces communautés procède à l'élection d'un angajukkak (maire) et de conseillers.

## Liste des municipalités
- Haut – A
- B
- C
- D
- E
- F
- G
- H
- I
- J
- K
- L
- M
- N
- O
- P
- Q
- R
- S
- T
- U
- V
- W
- X
- Y
- Z

T = Town, C = City

### A
- Admirals Beach, T
- Anchor Point, T
- Appleton, T
- Aquaforte, T
- Arnold's Cove, T
- Avondale, T

### B
- Badger, T
- Baie Verte, T
- Baine Harbour, T
- Bauline, T
- Baie de Trinity, T
- Bay Bulls, T
- Bay de Verde, T
- Bay L'Argent, T
- Bay Roberts, T
- Baytona, T
- Beachside, T
- Bellburns, T
- Belleoram, T
- Birchy Bay, T
- Bird Cove, T
- Bishop's Cove, T
- Bishop's Falls, T
- Bonavista, T
- Botwood, T
- Branch, T
- Brent's Cove, T
- Brighton, T
- Brigus, T
- Bryant's Cove, T
- Buchans, T
- Burgeo, T
- Burin, T
- Burlington, T
- Burnt Islands, T

### C
- Campbellton, T
- Cape Broyle, T
- Cap Saint-Georges, T (Cape St. George)
- Carbonear, T
- Carmanville, T
- Cartwright, Labrador, T
- Centreville-Wareham-Trinity, T
- Chance Cove, T
- Change Islands, T
- Channel-Port aux Basques, T
- Chapel Arm, T
- Charlottetown (Labrador), T
- Clarenville, T
- Clarke's Beach, T
- Coachman's Cove, T
- Colinet, T
- Colliers, T
- Come By Chance, T
- Comfort Cove-Newstead, T
- Conception Bay South, T
- Conception Harbour, T
- Conche, T
- Cook's Harbour, T
- Cormack, T
- Corner Brook, C
- Cottlesville, T
- Cow Head, T
- Cox's Cove, T
- Crow Head, T
- Cupids, T

### D
- Daniel's Harbour, T
- Deer Lake, T
- Dover, T
- Duntara, T

### E
- Eastport, T
- Elliston, T
- Embree, T
- Englee, T
- English Harbour East, T

### F
- Fermeuse, T
- Ferryland, T
- Flatrock, T
- Fleur de Lys, T
- Flower's Cove, T
- Fogo Island, T
- Forteau, T
- Fortune, T
- Fox Cove-Mortier, T
- Fox Harbour, T
- Frenchman's Cove, T

### G
- Gallants, T
- Gambo, T
- Gander, T
- Garnish, T
- Gaskiers, T
- Gaultois, T
- Gillams, T
- Glenburnie-Birchy Head-Shoal Brook, T
- Glenwood, T
- Glovertown, T
- Goose Cove East, T
- Grand Bank, T
- Grand Falls-Windsor, T
- Grand le Pierre, T
- Greenspond, T

### H
- Hampden, T
- Hant's Harbour, T
- Happy Adventure, T
- Happy Valley-Goose Bay, T
- Harbour Breton, T
- Harbour Grace, T
- Harbour Main-Chapel's Cove-Lakeview, T
- Hare Bay, T
- Hawke's Bay, T
- Heart's Content, T
- Heart's Delight-Islington, T
- Heart's Desire, T
- Hermitage, T
- Holyrood, T
- Hopedale, T
- Howley, T
- Hughes Brook, T
- Humber Arm South, T

### I
- Indian Bay, T
- Irishtown-Summerside, T
- Isle aux Morts, T

### J
- Jackson's Arm, T

### K
- Keels, T
- King's Cove, T
- King's Point, T
- Kippens, T

### L
- L'Anse-au-Clair, T
- L'Anse-au-Loup, T
- Labrador City, T
- Lamaline, T
- Lark Harbour, T
- LaScie, T
- Lawn, T
- Leading Tickles, T
- Lewin's Cove, T
- Lewisporte, T
- Little Bay, T
- Little Bay East, T
- Little Bay Islands, T
- Little Burnt Bay, T
- Logy Bay-Middle Cove-Outer Cove, T
- Long Harbour-Mount Arlington Heights, T
- Lord's Cove, T
- Lourdes, T
- Lumsden, T
- Lushes Bight-Beaumont-Beaumont North, T

### M
- Main Brook, T
- Makkovik, T
- Mary's Harbour, T
- Marystown, T
- Massey Drive,T
- McIvers, T
- Meadows, T
- Middle Arm, T
- Miles Cove, T
- Millertown, T
- Milltown-Head of Bay d'Espoir, T
- Ming's Bight, T
- Morrisville, T
- Mount Carmel-Mitchells Brook-St. Catherines, T
- Mount Moriah, T
- Mount Pearl, C
- Musgrave Harbour, T
- Musgravetown, T

### N
- Nain, T
- New Perlican, T
- New-Wes-Valley, T
- Nipper's Harbour, T
- Norman's Cove-Long Cove, T
- Norris Arm, T
- Norris Point, T
- North River, T
- North West River, T
- Northern Arm, T

### O
- Old Perlican, T

### P
- Pacquet, T
- Paradise, T
- Parkers Cove, T
- Parson's Pond, T
- Pasadena, T
- Peterview, T
- Petty Harbour-Maddox Cove, T
- Pilley's Island, T
- Pinware, T
- Placentia, T
- Point au Gaul, T
- Point Lance, T
- Point Leamington, T
- Point May, T
- Point of Bay, T
- Pool's Cove, T
- Port Anson, T
- Port Blandford, T
- Port Hope Simpson, T
- Port Kirwan, T
- Port Rexton, T
- Port Saunders, T
- Port au Choix, T
- Port au Port East, T
- Port au Port West-Aguathuna-Felix Cove, T
- Portugal Cove South, T
- Portugal Cove-St. Philip's, T
- Postville, T
- Pouch Cove, T

### R
- Raleigh, T
- Ramea, T
- Red Bay, T
- Red Harbour, T
- Reidville, T
- Rencontre East, T
- Renews-Cappahayden, T
- Rigolet, T
- River of Ponds, T
- Riverhead, T
- Robert's Arm, T
- Rocky Harbour, T
- Roddickton-Bide Arm, T
- Rose Blanche-Harbour le Cou, T
- Rushoon, T

### S
- Saint-Jean, C
- Sally's Cove, T
- Salmon Cove, T
- Salvage, T
- Sandringham , T
- Sandy Cove, T
- Seal Cove (Fortune Bay), T
- Seal Cove, T
- Small Point-Adam's Cove-Blackhead-Broad Cove, T
- South Brook, T
- South River (Terre-Neuve-et-Labrador), T
- Southern Harbour, T
- Spaniard's Bay, T
- Springdale, T
- St. Alban's, T
- St. Anthony, T
- St. Bernard's-Jacques Fontaine, T
- St. Brendan's, T
- St. Bride's, T
- St. George's, T
- St. Jacques-Coomb's Cove, T
- St. Joseph's, T
- St. Lawrence, T
- St. Lewis, T
- St. Lunaire-Griquet, T
- St. Mary's, T
- St. Pauls, T
- St. Shott's, T
- St. Vincent's-St. Stephen's-Peter's River, T
- Steady Brook, T
- Stephenville, T
- Stephenville Crossing, T
- Summerford, T
- Sunnyside, T

### T
- Terra Nova, T
- Terrenceville, T
- Tilt Cove, T
- Torbay, T
- Traytown, T
- Trepassey, T
- Trinity Bay North
- Triton, T
- Trout River, T
- Twillingate, T

### U
- Upper Island Cove, T

### V
- Victoria, T

### W
- Wabana, T
- Wabush, T
- West St. Modeste, T
- Westport, T
- Whitbourne, T
- Whiteway, T
- Winterland, T
- Winterton, T
- Witless Bay, T
- Woodstock, T
- Woody Point, T

### Y
- York Harbour, T